# بايكفيل (أوهايو)
بايكفيل (بالإنجليزية: Pikeville ohio)‏ هو مجتمع غير مدمج في مقاطعة دارك، في ولاية أوهايو الأمريكية.

## التاريخ
تم ترصيف بايكفيل في عام 1866. وتم إنشاء مكتب بريد باسمها في عام 1862، وظل يعمل حتى عام 1917. إلى جانب مكتب البريد، احتوت بيكفيل على كنيسة ومدرسة ومحطة سكة حديد ومتجر ريفي.